# Pacta sunt servanda
Pacta sunt servanda (lat.; dt. Verträge sind einzuhalten) ist das Prinzip der Vertragstreue im öffentlichen und privaten Recht.
Es handelt sich um den wichtigsten Grundsatz des öffentlichen ebenso wie des privaten Vertragsrechts. Im deutschen Zivilrecht findet sich der allgemeine Grundsatz der Verpflichtung zur Erfüllung von Schuldverhältnissen – und damit von sämtlichen schuldrechtlichen Übereinkünften – in § 241 Abs. 1 BGB. Eine der wichtigsten Ausgestaltungen dieses Grundsatzes findet sich unter anderem im Tatbestand von Treu und Glauben wieder, der in § 242 BGB geregelt ist. Der Grundsatz besagt, dass derjenige, der Verträge bricht, rechtswidrig/unerlaubt handelt. Des Weiteren gilt der Grundsatz der Vertragstreue kraft Völkergewohnheitsrechtes, in dem er bei dem Theorienstreit um die Frage der Verbindlichkeit internationaler Verträge besagt, dass nationale Gesetze keine Grundlage für die Nichteinhaltung sein dürfen.
Dabei sind grundsätzlich ebenso mündlich geschlossene Verträge bindend, sodass auch hier der Verpflichtete zur Vertragserfüllung gezwungen werden kann.

## Geschichte
Der Satz selbst stammt nicht aus dem römischen Recht. Im römischen Recht hatte das Wort pactum eine spezifische Bedeutung und bezeichnete eine unselbstständige Nebenabrede (beispielsweise eine Stundungsabrede), aus der gerade nicht geklagt werden konnte. Im römischen Recht der klassischen Zeit (1. bis 3. Jhd. n. Chr.) entstand nämlich ein verbindlicher und damit klagbarer Vertrag nur, wenn der Konsens der Parteien in einen der anerkannten Verträge gekleidet wurde. Zulässig in diesem Sinne waren nur wenige Vertragsgestaltungen, sie mussten typisierte Geschäftszwecke aufzeigen. Bedeutung erlangten sie als Konsensualkontrakte, etwa auf Kauf (emptio venditio), auf Miete (locatio conductio) oder auf Erteilung eines Auftrags (mandatum), der aufgrund seines einseitigen Leistungserfordernisses, das des Auftragnehmers, besonders darauf ausgelegt war, dass das gegebene Wort gehalten wird. Der Gegensatz zum klagbaren Vertrag (contractus oder conventio) war das formlose und deshalb unklagbare pactum. Pacta waren nur im Rahmen einer Nebenabrede (pactum adiectum), also als zusätzliche Abmachung zu einem formbedürftigen Vertrag – wie etwa der Stipulation – klagbar. Alle Konsensualverträge und mit ihnen im Zusammenhang stehende pacta beruhten auf gutem Glauben (bona fides).
Der numerus clausus klagbarer Verträge wurde nur allmählich erweitert und erst im Mittelalter entwickelte die Kanonistik aus religiösen Erwägungen den Grundsatz „pacta sunt servanda“. Die erste schriftliche Bestätigung findet sich im Liber Extra Papst Gregors IX. Das Prinzip sollte ausdrücken, dass auch formlose Vereinbarungen (pacta nuda) rechtsverbindlich sind und nicht nur die contractūs des römischen Rechts.
Die Klagbarkeit aller formlosen Versprechungen warf bald neue Probleme auf, da nun geschäftlich unerfahrene Vertragspartner vor unüberlegten Geschäftsabschlüssen weniger geschützt schienen. Als neues Abgrenzungskriterium für einen ernsthaften Vertragswillen bediente man sich der Causa-Lehre. Die Gültigkeit eines Vertrages sollte nicht an der Form, sondern an der Zweckbestimmung, derentwegen eine Vereinbarung geschlossen wurde, beurteilt werden.